# رفع النجوم
عملية رفع النجوم هي إحدى العمليات الافتراضية العديدة التي يمكن من خلالها لحضارة متقدمة بما فيه الكفاية (على وجه التحديد، من المستوى الثاني على مقياس كارداشيف أو أعلى) إزالة جزء كبير من مادة النجم التي يمكن بعد ذلك إعادة استخدامها لأغراض أخرى، مع احتمالية تحسين إنتاج طاقة النجم وعمره في ذات الوقت. من الواضح أن المصطلح قد صاغه ديفيد كريسويل.
تفقد النجوم بالفعل تدفقًا صغيرًا من الكتلة عن طريق الرياح الشمسية وانبعاث الكتلة الإكليلية وغيرها من العمليات الطبيعية. عادةً ما تكون هذه الخسارة ضئيلة، على مدار حياة النجم على النسق الأساسي، مقارنةً بكتلة النجم الإجمالية، إذ تخرج نسبة كبيرة من المادة فقط في نهاية حياة النجم عندما يصبح عملاقًا أحمر أو سوبرنوفا. تعمل تقنيات رفع النجوم التي تُوضع موضع الاقتراح عن طريق زيادة التدفق الطبيعي للبلازما ووضعها تحت تأثير الحقول المغناطيسية.
تمتلك النجوم آبار جاذبية عميقة، وبالتالي فإن الطاقة اللازمة لتنفيذ مثل هذه العمليات تكون كبيرة. على سبيل المثال، يتطلب رفع المواد الشمسية من سطح الشمس إلى اللامحدودية طاقة تُحسب بالعميلة الحسابية التالية: 2.1 × 1011 كيلوغرام/جول. يمكن توفير هذه الطاقة بواسطة النجم نفسه، والتي تُجمع بواسطة كرة دايسون؛ بإمكاننا عن طريق استخدام 10٪ من إجمالي طاقة الشمس أن نسمح برفع ما مقداره 5.9 × 1021 كيلوغرام من المادة سنويًا (0.0000003% من إجمالي كتلة الشمس)، أو 8% من كتلة قمر الأرض.

## طرق رفع المواد

### التدفقات الحرارية المدفوعة
بإمكان أبسط نظام لرفع النجوم أن يزيد من معدل تدفق الرياح الشمسية عن طريق التسخين المباشر للمناطق الصغيرة من الغلاف الجوي النجم، وذلك عن طريق استخدام أي من الوسائل المختلفة لنقل الطاقة مثل حزم الموجات الصغرية أو أشعة الليزر أو حزم الجسيمات، أيًا كانت الوسيلة التي أثبتت أنها الأكثر كفاءة لمهندسي النظام. ومن شأن هذا أن ينتج ثورانًا كبيرًا ومستدامًا يشبه التوهج الشمسي في الموقع المستهدف، مما يشبع الرياح الشمسية.

### «النفخ بقوة»
اقترح كريسويل تعديلاً للنظام النفاث القطبي والذي يمكن فيه استخدام المجال المغناطيسي لزيادة تدفق الرياح الشمسية مباشرةً، دون الحاجة إلى تدفئة إضافية على سطح النجم. أُطلق عليها اسم طريقة «النفخ بقوة» (أو التنفس بعنف بعد القيام بمجهود فيزيائي كبير) وهي طريقة مستوحاة من تهديدات الذئب الكبير الشرير في قصة الخنازير الصغيرة الثلاث الخرافية.

### تسارع الطرد المركزي
تنطوي إحدى الطرق البديلة عن «النفخ بقوة» لاستخدام مجال مغناطيسي حلقي لزيادة تدفق الرياح الشمسية على تثبيت مواضع الحلقة في مدار قطبي بدلًا من مدار استوائي. ستكون الفتحتان المغناطيسيتان بعد ذلك متموضعتان على خط استواء النجم. لزيادة معدل التدفق الخارجي عبر هذين الانبثاقين الاستوائيين، سيُدوّر نظام الحلقة حول النجم بمعدل أسرع بكثير من دوران النجم الطبيعي. سيتسبب هذا في قذف الغلاف الجوي النجمي، الذي ابتُلِع من قِبل المجال المغناطيسي، إلى الخارج.

## حصاد الكتلة المرفوعة
ستظهر المادة المرفوعة من النجم على شكل انبثاقات بلازما طولها مئات أو آلاف الوحدات الفلكية، تتكون بشكل أساسي من الهيدروجين والهيليوم ومنتشرة بمستوى عالٍ وفقًا للمعايير الهندسية الحالية. لم تُستكشف بعدُ تفاصيل استخراج المواد المفيدة من هذا التيار وتخزين الكميات الهائلة التي ستنتج عن ذلك. تتمثل إحدى الطرق الممكنة في تنقية العناصر المفيدة من الانثباقات باستخدام مقياس الطيف الكتلي ذو النطاق الواسع للغاية، وتبريدها عن طريق التبريد بالليزر، وتكثيفها إلى جزيئات غبار لجمعها. قد تشتمل الطريقة البديلة على استخدام ملفات لولبية كهربائية كبيرة لإبطاء الانبثاقات وفصل المكونات. ستُولّد الكهرباء أيضًا من خلال هذا النظام. يمكن بناء كواكب العملاق الغازي بالحجم الصغير صناعيًا من فائض الهيدروجين والهيليوم لتخزينه للاستخدام في المستقبل. يمكن استخدام الغاز الزائد في بناء كواكب جديدة شبيهة بالأرض وفقًا لمواصفات محددة.